# Doddikatte, Tiptur
Doddikatte là một làng thuộc tehsil Tiptur, huyện Tumkur, bang Karnataka, Ấn Độ.